# ラド
ラド (rad) は、CGS単位系における吸収線量（吸収した放射線の総量）の非SI単位であり、0.01 グレイ (Gy)である。radは「radiation」または「radiation absorbed dose」の略である。

## 位置づけ
ラドは、国際単位系国際文書(2019年版)では、全く言及されていない単位である。日本の計量法においては、法定計量単位となっているが、SI単位であるグレイ (Gy)を使う方がよい。
米国のNISTのSP811は、ラド、キュリー(en:curie)、レントゲン(en:roentgen)、レム(en:rem)の使用を避けるように強く（"strongly discouraged"）呼びかけている。

## 単位記号
ラドの単位記号は、rad である。しかし角度の単位であるラジアンの単位記号 rad と同一であるので、紛らわしい場合は、rad に替えて rd を使うことができるとされていた。

## 定義
計量法でも国際単位系 (SI) でも、ラドの定義は、グレイの1/100 である。グレイの定義は、「電離放射線の照射により物質1 kg につき1 J の仕事に相当するエネルギーが与えられるときの吸収線量」であるから、ラドは「電離放射線の照射により物質1キログラム (kg) につき0.01ジュール (J) の仕事に相当するエネルギーが与えられるときの吸収線量」ということになる。
SI（MKS単位系）でもCGS単位系でも半端な係数が現れるのは、ネズミを殺すのに必要なX線の吸収線量として定義されたからである。1918年に S. Russ が定義した。しかし、実際にネズミを殺すには1 rad ではまったく足りない。
日常的に浴びる線量としては量が大きいため、ミリラド (mrad) やマイクロラド (µrad) がよく使われる。

## 計量法における位置付け
計量法では、放射能の計量単位である、キュリー、ラド、レントゲン、レムの4単位を現在でも法定計量単位として認めている。ただし、これらの単位は計量制度審議会の資料（2005年）において、「暫定的使用」する単位として位置づけられている。
| 番号 | 物象の状態の量 | 計量単位（非SI単位） | SI単位                     |
| ---- | -------------- | -------------------- | -------------------------- |
| 64   | 放射能         | キュリー（Ci）       | ベクレル(Bq)               |
| 65   | 吸収線量       | ラド（rad）          | グレイ(Gy)                 |
| 69   | 照射線量       | レントゲン（R）      | クーロン毎キログラム(C/kg) |
| 71   | 線量当量       | レム（rem）          | シーベルト(Sv)             |

番号は計量法第2条第1項第1号における物象の状態の量の列挙順の番号である。